# Maleńczuk gra Młynarskiego
Maleńczuk gra Młynarskiego – album studyjny polskiego piosenkarza Macieja Maleńczuka. Ukazał się 13 października 2017 roku, pod nakładem wydawnictwa Sony Music Entertainment. Na płycie pojawiły się interpretacje piosenek z repertuaru Wojciecha Młynarskiego.
Album promowały utwory: "Żniwna Dziewczyna", "Mam zaśpiewać coś o cyrku", "Maraton Sopot – Puck".
Album Maleńczuk gra Młynarskiego dotarł do 1. miejsca głównego polskiego zestawienia sprzedaży OLiS. Album otrzymał również 5 lutego 2018 roku status złotej płyty, a 3 października 2018 platynowej. 

## Lista utworów
Źródła:
1. "Mam zaśpiewać coś o cyrku" – 3:38 (słowa: Wojciech Młynarski, muzyka: Maciej Maleńczuk)
2. "Absolutnie" – 3:43  (słowa: Wojciech Młynarski, muzyka: Maciej Maleńczuk)
3. "Maraton Sopot – Puck" – 3:53 (słowa: Wojciech Młynarski, muzyka: Maciej Maleńczuk)
4. "Żniwna Dziewczyna" – 3:41 (słowa: Wojciech Młynarski, muzyka: Elżbieta Towarnicka, Maciej Maleńczuk)
5. "Nowa jElita" – 2:21 (słowa: Wojciech Młynarski, muzyka: Maciej Maleńczuk)
6. "Co By Tu Jeszcze" – 3:50 (słowa: Wojciech Młynarski, muzyka: Maciej Maleńczuk)
7. "Szajba" – 3:17 (słowa: Wojciech Młynarski, muzyka: Maciej Maleńczuk)
8. "Jeszcze w Zielona Gram" – 4:21  (słowa: Wojciech Młynarski, muzyka: Maciej Maleńczuk)
9. "W Co Się Bawić" – 4:45 (słowa: Wojciech Młynarski, muzyka: Maciej Maleńczuk)
10. "Tupnął Książę" – 5:15 (słowa: Wojciech Młynarski, muzyka: Maciej Maleńczuk)
11. "Ballada O Dwóch Koniach" – 3:08 (słowa: Wojciech Młynarski, muzyka: Maciej Maleńczuk)
12. "Ballada O Szewcu Dratewce" – 6:52 (słowa: Wojciech Młynarski, muzyka: Maciej Maleńczuk)

## Twórcy
Źródło:
- Maciej Maleńczuk – śpiew
- Dominik Wywrocki – bas
- Marek Piątka – gitara
- Wiesław Jamioła – perkusja